# Les Télétubbies
 (janvier 2010).
Si vous disposez d'ouvrages ou d'articles de référence ou si vous connaissez des sites web de qualité traitant du thème abordé ici, merci de compléter l'article en donnant les références utiles à sa vérifiabilité et en les liant à la section « Notes et références ».
Les Télétubbies (Teletubbies) est une série télévisée britannique pour la jeunesse en 365 épisodes de 25 minutes, créée par Anne Wood et Andrew Davenport, produite par Ragdoll Productions. La série originale a été diffusée à partir du 31 mars 1997 sur le réseau BBC et destinée principalement aux tout-petits de 1 à 4 ans.
Au Québec, la série a été diffusée à partir du 7 septembre 1998 à Télé-Québec et plus tard sur Télémagino, en France il est diffusé du 11 octobre 1998 au 30 août 2002 sur Canal+, puis du 15 décembre 2000 à 2014 sur TiJi.
En Belgique à partir du 1er décembre 1998 sur la RTBF La Une, l'équivalent de la VRT 1 et en Suisse sur la Télévision suisse romande.
Une reprise de la série a été lancée le 9 novembre 2015 sur CBeebies au Royaume-Uni et Nick Jr. aux États-Unis. En France, elle est diffusée sur Gulli depuis 2016 et en Belgique.
Une deuxième reboot de la série est diffusée sur Netflix en novembre 2022 en France et en Belgique.

## Synopsis
Cette série destinée aux très jeunes enfants met en scène les aventures de quatre personnages très colorés prénommés Tinky Winky, Dipsy, Laa-Laa et Po, tous possédant une télévision sur le ventre et une antenne sur la tête leur permettant de capter des émissions pour enfants, d'où leur surnom de Télétubbies. Ils vivent à Télétubbyland, au sein d'un dôme futuriste — le «Tubbydome Supertronic» — localisé en plein cœur d'une prairie, au milieu de collines entièrement couvertes de pelouses et peuplées de lapins, de fleurs parlantes, ainsi que de haut-parleurs eux aussi parlants et sortant du sol tels des périscopes; quelques arbres font également partie du paysage, à l'intérieur desquels des chants d'oiseaux se font entendre. Tels des enfants en bas âge, les Télétubbies communiquent par le biais d'un langage intrinsèquement limité, saluant couramment le jeune téléspectateur par l'expression «Eh-oh!» qu'ils emploient pour dire «salut». Ces personnages se nourrissent de TubbyToast — des biscuits de forme circulaires arborant un sourire à la manière d'un Smiley — et de TubbyDélice, une boisson rose qu’ils consomment dans un bol à paille. Chaque épisode est conté par un narrateur.

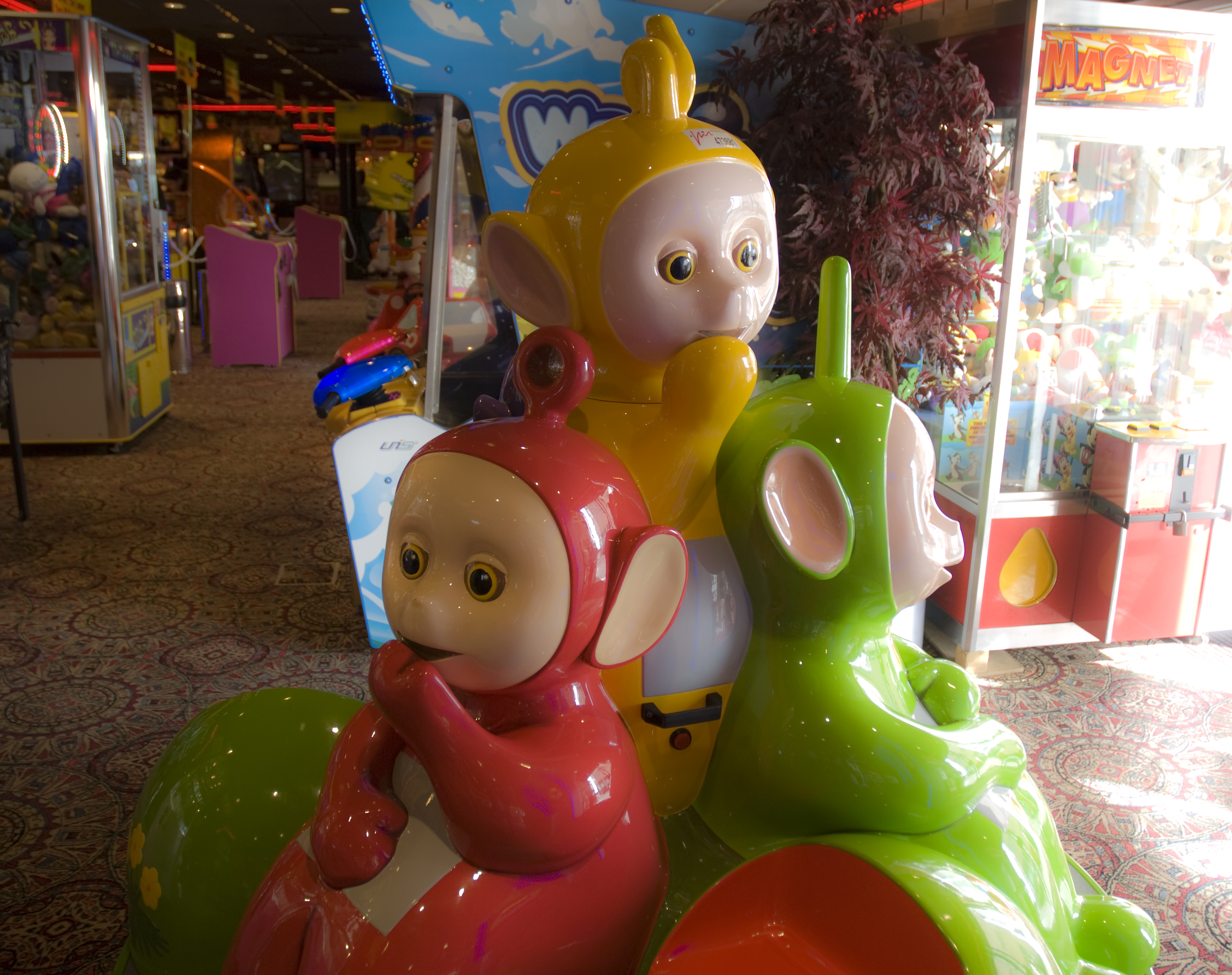
Trois des quatre Télétubbies à Hastings, Angleterre

Dans la série de 2015 apparaît «Dub dub», un monte-charge aménagé au centre du dôme, ce dernier ayant été modernisé en parallèle, avec entre autres l'application d'une décoration aux teintes plus contemporaines.

## Distribution

### Acteurs et voix originales
- Dave Thompson, Simon Shelton et Jeremiah Krage : Tinky Winky
- John Simmit et Nick Kellington : Dipsy
- Nikky Smedley et Rebecca Hyland : Laa-Laa
- Pui Fan Lee et Rachelle Beinart : Po
- Jess Smith : Bébé Soleil
- Matthew Wood : Noo-Noo
- Tim Whitnall : Le narrateur

### Voix françaises

#### Version 1
- Rafaël Troch : Tinky Winky
- Jean-Paul Clerbois : Dipsy
- Cécile Florin : Laa-Laa, voix additionnelles
- Fanny Roy : Po
- Bruno Georis : Le narrateur
- Nessym Guetat, Frédéric Meaux et Colette Sodoyez: voix additionnelles

#### Version 2
- Frédéric Meaux : Tinky Winky
- Jean-Paul Clerbois : Dipsy
- Cécile Florin : Laa-Laa
- Fanny Roy : Po
- Bruno Georis : Le narrateur

#### Version 3[5]
- Jonathan Gimbord : Tinky Winky
- Thomas Sagols : Dipsy
- Karl-Line Heller : Laa-Laa
- Caroline Combes : Po
- Jean-Michel Vaubien : Le narrateur
- Linda Delva : Julia

Les Teletubbies avaient désormais des voix et des sons similaires à ceux d'un groupe de jeunes enfants et de bébés.

### Voix québécoises
- Bernard Fortin : Tinky Winky
- Daniel Lesourd : Dipsy
- Aline Pinsonneault : Laa-Laa
- Chantal Baril : Po
- Jacques Lavallée : Le narrateur

 Source et légende : version québécoise (VQ) sur Doublage.qc.ca

## Personnages

### Les quatre Télétubbies
Chaque Télétubby arbore une couleur individuelle qui permet aux enfants de le distinguer avec aisance du reste du groupe, ainsi qu'une antenne sur la tête dont la forme varie en fonction des individus. Cette excroissance sert vraisemblablement à la captation des émissions télévisées diffusées sur leur télévision ventrale (ayant l'aspect de rectangle gris), lesquels prennent la forme de courts documentaires pour enfants rythmant chaque épisode.
Outre leurs caractéristiques physiques communes, tous possèdent un accessoire de prédilection avec lequel ils se distraient régulièrement au cours de leurs temps de loisirs, et chaque membre du groupe a un caractère qui lui est propre afin que les enfants puissent s'identifier facilement à l'un d'entre eux. Un autre point commun réside dans leur affection réciproque, laquelle se traduit principalement par de fréquents « gros câlins » (« big hugs » en anglais) qu'ils se font mutuellement. Ces accolades collectives s'observent couramment au terme de chaque épisode de la série.

### Tinky Winky
De couleur violette, c'est un garçon et le plus grand des Télétubbies, également considéré comme le leader des enfants dans la série. Il possède au-dessus de la tête une antenne triangulaire inversée ainsi qu'un sac à main de couleur rouge en guise d'accessoire favori. Il est également le plus doux et affectueux de la bande ; ainsi, il s'émeut facilement et aime flairer le parfum des fleurs qui ornent naturellement la prairie dans laquelle il vit. Particulièrement attaché à son sac, il l'emporte partout avec lui lors de ses promenades à l'air libre. Il chante souvent la chanson des Télétubbies et a un bon pas de danse ; toutefois, sa relative maladresse le conduit inéluctablement à trébucher sur le dos. Tinky Winky témoigne en outre d'une affection particulière pour Po, la plus petite Télétubby. Excepté cette dernière, c'est également celui qui s'exprime le moins correctement. Sa voix est la plus grave dans la première série, mais devient la plus aigue dans la version de 2015.

### Dipsy
Plus petit que Tinky Winky, c'est un garçon de couleur vert pomme et la peau de son visage est légèrement plus foncée que celle de ses congénères. Son antenne est droite et il possède un haut-de-forme blanc tacheté de noir à la manière de la robe d'une vache, avec un vide au sommet du chapeau pour laisser dépasser ladite antenne. Il semble être le plus énergique des Télétubbies et adore faire rire ses amis.

### Laa-Laa
C’est une fille, plus petite que Dipsy, de couleur jaune. Son antenne forme une boucle et elle possède un imposant ballon orange. De tous les membres du groupe, elle est celle qui semble avoir la plus grande appétence la danse, étant la seule à avoir revêtu plus d'une fois un tutu blanc pour se déhancher. Elle semble être la plus joviale des Télétubbies et est souvent de bonne humeur.

### Po
C’est la benjamine du groupe et la plus petite en taille, ayant approximativement l'âge d'un bambin. C'est une fille de couleur rouge et sa tête est pourvue d'une antenne décrivant un cercle. Son objet favori est une trottinette rose et bleue dont elle peine à se servir proprement, ce qui lui cause de fréquentes chutes. Elle semble être la plus gourmande des Télétubbies.

### Personnages secondaires
- Noo-Noo l’aspirateur (prononcé « Nou-nou ») : il s'agit d'un imposant robot aspirateur chargé d'effectuer le ménage derrière les Télétubbies. Contrairement à ces derniers qui sortent quotidiennement de leur dôme en journée, il demeure en permanence à l'intérieur du foyer. Il lui arrive régulièrement de se mettre l'ensemble des Télétubbies à dos en aspirant un ou plusieurs objets pour lesquels ils manifestent de l'intérêt. Les quatre se lancent alors dans une course poursuite à son encontre à travers leur maison en criant « Vilain Noo-Noo ! » à tour de rôle tout en décrivant systématiquement une trajectoire circulaire. Passé un délai d'approximativement une minute, il finit inéluctablement par céder en freinant afin de recracher son contenu. Originellement coloré en bleu, il est devenu orange, rose et or dans la version de 2015. C'est d'ailleurs à partir de cette dernière qu'il a réellement pris goût au nettoyage, ce à quoi les Télétubbies lui répondent : « Merci Noo-Noo ! »
- Bébé Soleil : représenté par un disque solaire pourvu d'un visage de bébé, il marque avec son lever et son coucher le début et la fin de l’épisode.
- Les haut-parleurs : télescopiques, ils émergent régulièrement du sol à n'importe quel emplacement (via un orifice circulaire à l'ouverture automatique) afin de proposer des annonces et des emplois du temps aux Télétubbies.
- Les lapins : parfois source d'intérêt pour les Télétubbies lors de leurs sorties, ils peuplent la prairie au sein duquel leur dôme est établi.
- Le Tubby Phone : il fait son apparition dans la nouvelle série de 2015 pour annoncer l'un des Télétubbies à son contact.
- Les Mini Tubbies : apparus dans la nouvelle série de 2015, ils sont toujours logés derrière une clôture. Les Télétubbies jouent parfois avec eux et leur disent bonne nuit. Au nombre de huit, ils se nomment : Duggle Dee (rose/violet), Daa Daa (vert), Baa (bleu), Nin (violet), RuRu (orange), Mi-Mi (bleu turquoise), Ping (rose) et Umby Pumby (jaune). Ils sont réalisés en images de synthèse.
- Les fleurs parlantes : bien que dépourvues de visage, elles ont la faculté de s'exprimer par la parole et s'en servent parfois pour commenter discrètement les situations dont elles sont témoins, ce à quoi les Télétubbies ne prêtent pas attention cependant.

## Liste des épisodes

### Série originale
| Saison | Épisodes | Début de saison | Fin de saison    |
| ------ | -------- | --------------- | ---------------- |
| 1      | 118      | 31 Mars 1997    | 31 Décembre 1997 |
| 2      | 126      | 1 Janvier 1998  | 31 Décembre 1998 |
| 3      | 56       | 1 Janvier 1999  | 17 Décembre 1999 |
| 4      | 30       | 31 Juillet 2000 | 22 Décembre 2000 |
| 5      | 35       | 1 Janvier 2001  | 16 Février 2001  |

### Série relancée
| Saison | Épisodes | Début de saison | Fin de saison    |
| ------ | -------- | --------------- | ---------------- |
| 1      | 15       | 9 Novembre 2015 | 27 Novembre 2015 |
| 2      | 45       | 18 Janvier 2016 | 4 Novembre 2016  |
| 3      | 40       | 14 Mars 2017    | 20 Octobre 2017  |
| 4      | 20       | 4 Juin 2018     | 12 Octobre 2018  |

## Promotion

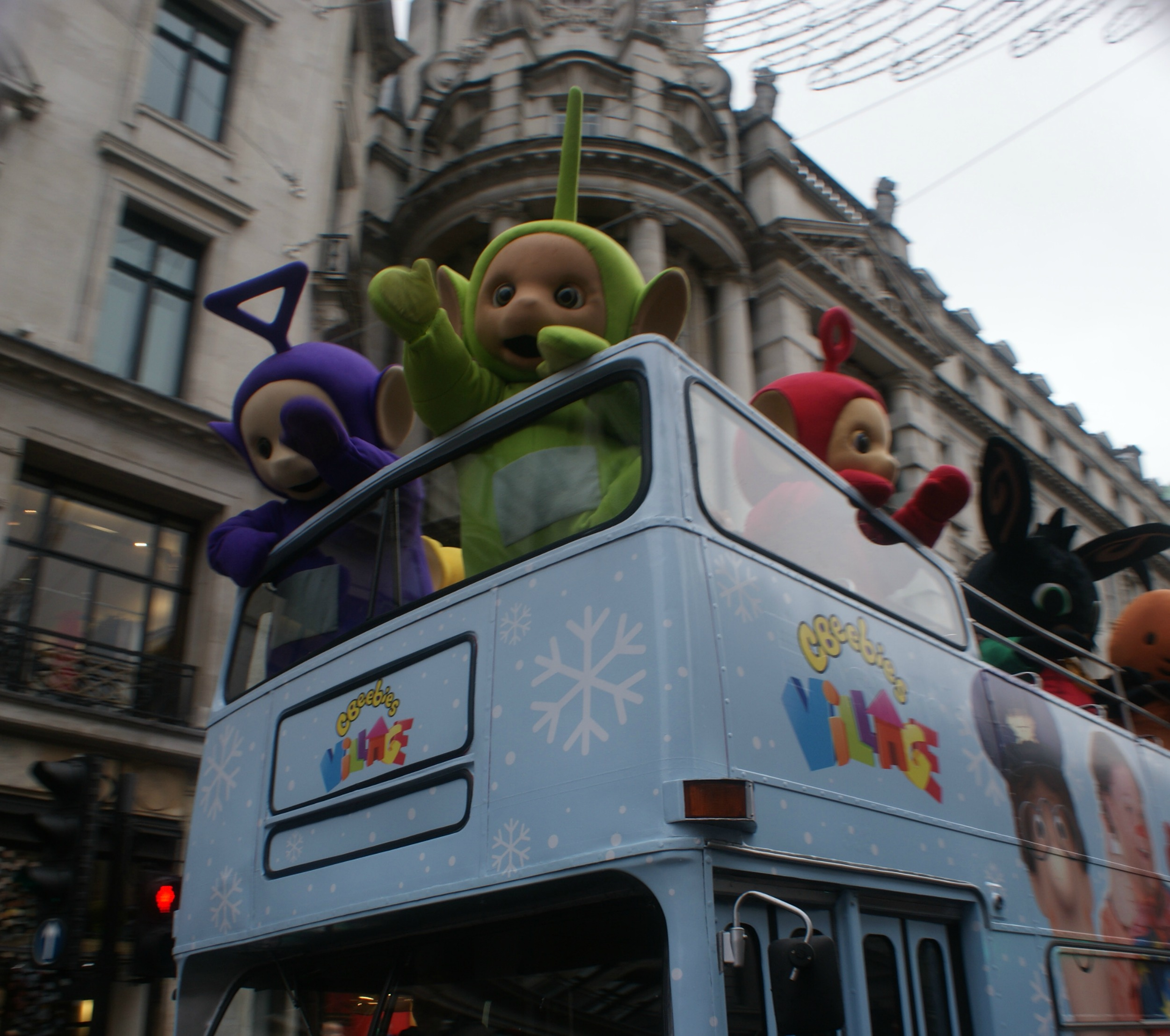
Les Teletubbies lors de la parade des jouets du magasin Hamley's, en 2016

### Célébrations du dixième anniversaire
À l'occasion de la dixième année de leur existence, les Télétubbies ont effectué une tournée internationale en 2007. Après être passés par New York, Singapour et Amsterdam, ils sont notamment venus à Paris: aperçus en divers endroits de la capitale française le 15 octobre 2007, en particulier sur la place de la Concorde, ils ont fêté leur anniversaire le surlendemain au Fouquet's où ils ont reçu un bijou créé spécialement pour l'occasion par Marc Deloche.

## Réception
Depuis leur première apparition à la télévision britannique, les Télétubbies ont suscité autant l'engouement que la controverse. La série a obtenu un premier BAFTA en 1998 et la série complète Teletubbies Everywhere reçut en 2002 la récompense de Best Pre-school Live Action Serie par la British Academy Children's Awards.
Mais dès 1999, dans un texte publié dans le magazine masculin Gear, les personnages de la série télévisée sont critiqués par l’écrivain américain Bret Easton Ellis, lequel considère les Télétubbies comme «maléfiques», la série présentant, selon lui, l'image lénifiante d'un monde aseptisé et planifié, déconnecté de la réalité, né de l'hypocrisie des adultes et conforté par elle. Selon la BBC, dans une large mesure, les Télétubbies ont « gagné eux-mêmes la dévotion éternelle de millions d'enfants en âge pré-scolaire et aussi, à vrai dire, de quelques justes admirateurs adultes silencieux. »

### Controverses sur Tinky Winky
Aux États-Unis, le pasteur évangélique Jerry Falwell accuse Tinky Winky d'être une icône gay.
En Pologne, le gouvernement conservateur de Jarosław Kaczyński, qui avait déjà proposé une loi visant à exclure les enseignants qui font de la «propagande homosexuelle», š'interrogea sur le fait qu'un garçon, comme Tinky Winky, qui porte un sac à main constitue une incitation à l'homosexualité mais la médiatrice polonaise aux Droits de l'enfant Ewa Sowinska s’expliqua sur sa page Internet.

### Controverses sur le lion et l'ours
En avril 1997, l'épisode intitulé «See-Saw» (série 1) a été diffusé et présentait l'esquisse d'un lion (doublé par Eric Sykes dans la version originale) chassant celle d'un ours (doublé par Penelope Keith dans la version originale). L'épisode a été critiqué pour sa cinématographie, sa musique et sa conception des personnages troublantes et a été jugé inapproprié pour les enfants. Il a ensuite été interdit dans plusieurs pays. En 2000, une version révisée des croquis des animaux a été diffusée avec l'édition adaptée, la conception sonore et la voix agissant pour améliorer le ton; deux versions ont été mises en ligne à plusieurs reprises.

## CD single
En décembre 1997, BBC Worldwide a sorti un CD single de la série, basé sur la chanson thème de l'émission, intitulée Teletubbies Say 'Eh-oh!'. Celui-ci a fait de ces personnages une merveille au Royaume-Uni. La chanson a été écrite par Andrew McCrorie-Shand et Andrew Davenport et produite par McCrorie-Shand et Steve James. Le single a atteint la première place du classement des singles au Royaume-Uni en décembre 1997 et est resté dans le Top 75 pendant 32 semaines après sa sortie.